# Friedrich (Familienname)
Friedrich ist ein deutscher Familienname. Für den Vornamen siehe Friedrich.

## Herkunft und Bedeutung
Der Name „Friedrich“ setzt sich aus den althochdeutschen Wörtern fridu „Frieden“ und rîhhi „mächtig“, „Fürst“ zusammen. Er ist das Patronym des Vornamens Friedrich.

## Verbreitung

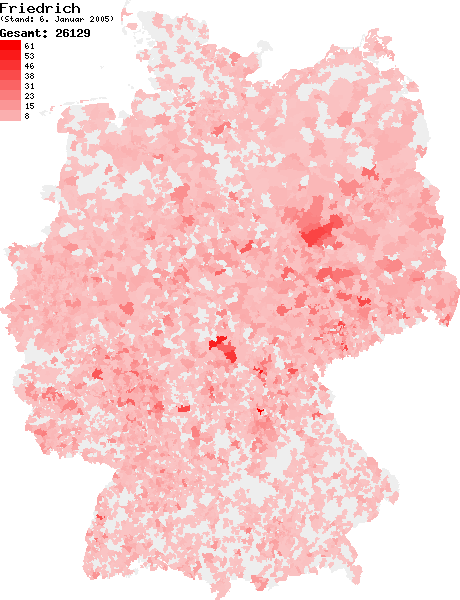

Auf der Liste der häufigsten Familiennamen in Deutschland belegt der Name „Friedrich“ Platz 52.
Häufigstes prozentuales Vorkommen des Familiennamens „Friedrich“ in Deutschland:
- Sachsen-Anhalt: (etwa 10 % aller „Friedrich“ in Deutschland)
- Brandenburg
- Berlin

Österreich:
- Wien

Schweiz (und Liechtenstein):
- Kanton Zürich
- Kanton Thurgau

## Varianten
- Friedrich, Friedrichs, Friedrichsen
- Fridrich, Fridrichs, Fridrichsen, Fridrikas
- Friederich, Friederichs, Friederichsen
- Friderich, Friderichs, Friderichsen
- Fritz, Fritzsch, Fritzsche
- Fritsch, Fritsche, Fritschi, Frietsch
- Fritschner, Fritzschner
- Fritsching, Fritzsching
- Frick, Fricke, Fricz
- Frederich, Frerick, Frerich

## Namensträger
- die Glasmacherfamilie Friedrich aus Nordböhmen

### A
- Adalbert Friedrich (1884–1962), deutscher Fußballspieler
- Adalbert Friedrich (Heimatforscher) (1924–2020), deutscher Maschinenbauingenieur und Heimatforscher
- Adolf Friedrich (Maler) (Gustav Adolf Friedrich; 1824–1889), deutscher Maler
- Adolf Friedrich (Ingenieur) (1852–1932), österreichischer Ingenieur
- Adolf Friedrich (Psychologe) (1892–1963), deutscher Psychologe und Hochschullehrer
- Adolf Friedrich (Ethnologe) (1914–1956), deutscher Völkerkundler
- Adolph Gottlieb Friedrich (1730–1809), deutscher Lichtgießer und Seifensieder
- Albert Friedrich (Schauspieler) (1863–??), deutscher Schauspieler
- Albert Friedrich (Politiker) (1901–1995), deutscher Politiker (SPD/SED), MdL Sachsen-Anhalt
- Albert Friedrich (Konstrukteur) (1902–1961), deutscher Konstrukteur, Entwickler des Unimog
- Alejandro Friedrich (* 1981), argentinischer Fußballspieler
- Alex Friedrich (* 1971), deutscher Mediziner, Hygieniker und Hochschullehrer
- Alexander Friedrich (Politiker) (1843–1906), deutscher Lehrer und Politiker (NLP), MdL Hessen
- Alexander Friedrich (Künstler) (1895–1968), deutscher Radierer, Holzschneider und Mosaizist
- Alexander Gunther Friedrich (1923–2023), deutscher Forstwissenschaftler und Diplomat
- Alfred Friedrich (Pilot) (1891–1968), deutscher Pilot und Luftfahrtunternehmer
- Alfred Friedrich (Koch) (1957–2023), österreichischer Koch
- Alois Friedrich (1868–1944), deutscher Priester und Gegner des Nationalsozialismus
- André Friedrich (auch Andreas Friederich; 1798–1877), deutscher Zeichner, Bildhauer und Lithograf
- Andrea Friedrich (* 1966), deutsche Wirtschaftswissenschaftlerin
- Andreas W. Friedrich (* 1954), deutscher Kampfkünstler
- Angela Friedrich (* 1959), deutsche Politikerin (GAL)
- Anke Friedrich (* 1966), deutsche Geologin
- Anne Friedrich (* vor 1972), deutsche Althistorikerin
- Anne Friedrich (Volleyballspielerin) (* 1984), deutsche Volleyball- und Beachvolleyballspielerin
- Ariane Friedrich (* 1984), deutsche Hochspringerin
- Arnaud Friedrich (* 2000), deutscher Motorradrennfahrer
- Arnd Friedrich (* vor 1950), deutscher evangelischer Pfarrer und Regionalhistoriker
- Arne Friedrich (* 1979), deutscher Fußballspieler
- Arno Friedrich (* 1978), deutscher Schauspieler
- Arnold Friedrich (* 1947), Mitbegründer des Deutsch-Deutschen Museums Mödlareuth
- Axel Friedrich (* 1947), deutscher Umweltexperte

### B
- Barbara Friedrich (* 1949), US-amerikanische Speerwerferin
- Bärbel Friedrich (* 1945), deutsche Mikrobiologin
- Bernd Friedrich (* 1963), deutscher Boxer
- Bernd Friedrich (Snookerspieler), deutscher Snookerspieler
- Bernd-Ingo Friedrich (1952–2024), deutscher Schriftsteller und Sachbuchautor
- Bernd-Michael Friedrich (* 1951), deutscher Politiker (Die Linke), siehe Michael Friedrich (Politiker)
- Bernhard Friedrich (* 1963), deutscher Bauingenieur und Hochschullehrer
- Birgit Friedrich (* 1961), deutsche Judoka
- Brigitte Friedrich (* 1947), deutsche Fotografin
- Bruno Friedrich (1927–1987), deutscher Politiker (SPD), MdB, MdEP

### C
- Carl Friedrich (Maler) (1787–1840), deutscher Maler
- Carl Joachim Friedrich (1901–1984), deutsch-US-amerikanischer Politikwissenschaftler und Hochschullehrer
- Carl Wilhelm Friedrich, deutscher Politiker, Landrat des Kreises Hünfeld
- Caroline Friedrich (1793–1847), deutsche Ehefrau von Caspar David Friedrich
- Caroline Friederike Friedrich (1749–1815), deutsche Blumenstilllebenmalerin und Akademielehrerin
- Caspar David Friedrich (1774–1840), deutscher Maler
- Charlotte Friedrich (Schauspielerin, 1894) (1894–1976), deutsche Schauspielerin
- Charlotte Friedrich (Schauspielerin, 1993) (* 1993), deutsche Schauspielerin
- Chris Friedrich (1980–2013), US-amerikanischer Bassist
- Christian Friedrich (Bobfahrer) (* 1981), deutscher Bobfahrer
- Christian Friedrich (Fußballspieler) (* 2003), dänischer Fußballspieler
- Christina Friedrich (* 1965), deutsche Regisseurin, Schriftstellerin und Zeichnerin
- Christoph Friedrich (Pharmaziehistoriker) (* 1954), deutscher Pharmaziehistoriker und Hochschullehrer
- Christoph Friedrich (Ingenieur) (* 1966), deutscher Maschinenbauingenieur und Hochschullehrer
- Claudia Friedrich (* 1974), deutsche Psychologin, Psycholinguistin und Hochschullehrerin
- Claus Friedrich (1929–1990), deutscher Journalist in der DDR, Chefredakteur der Tageszeitung Tribüne

### D
- Dagmar Friedrich (* 1960), deutsche Badmintonspielerin
- Dana Friedrich (* 1976), deutsche Schauspielerin, Moderatorin und Synchronsprecherin
- Daniel Friedrich (* 1949), deutscher Schauspieler
- Daniel Friedrich (Gewerkschafter) (* 1975), deutscher Gewerkschafter
- Daniel Friedrich (Basketballspieler) (* 1992), österreichischer Basketballspieler
- Daniela Schlegel-Friedrich (* 1967), deutsche Politikerin (CDU), MdL
- David Friedrich (Musiker) (* 1989), deutscher Schlagzeuger der Band Electric Callboy und Gewinner der 4. Staffel Die Bachelorette
- David Friedrich (Poetry-Slammer) (* 1991), deutscher Poetry-Slammer und Moderator
- Dieter Friedrich (* 1947), deutscher Leichtathlet

### E
- Eberhard Friedrich (* 1958), deutscher Dirigent und Chorleiter
- Edmund Friedrich (1826–1912), deutscher Mediziner
- Eduard Friedrich (1937–2015), deutscher Turner, Trainer und Sportfunktionär
- Elisabeth Fischer-Friedrich (* 1981), deutsche Biophysikerin
- Elwin Friedrich (1933–2012), Schweizer Feld- und Eishockeyspieler sowie -trainer
- Emil Friedrich (1885–1965), deutscher Zimmerer, Gewerkschaftsfunktionär und Politiker (SPD/SED)
- Erhard Friedrich (1927–2005), deutscher Verleger, siehe Theater heute und Friedrich Verlag
- Erich Friedrich (1901–1971), deutscher Politiker (NSDAP)
- Ernst Friedrich (Wirtschaftsgeograph) (1867–1937), deutscher Wirtschaftsgeograph
- Ernst Friedrich (Admiral) (1874–1957), deutscher Ingenieur und Vizeadmiral der Reichsmarine
- Ernst Friedrich (1894–1967), deutscher Pazifist
- Ernst Friedrich (Vogelschützer) (Storchenvater; 1913–2006), Schweizer Vogelschützer
- Ernst Andreas Friedrich (1924–2013), deutscher Buchautor, Pressesprecher des Niedersächsischen Ministeriums für Ernährung, Landwirtschaft und Forsten
- Ernst Matthias Friedrich (* 1953), deutscher Schauspieler

### F
- Felix Friedrich (* 1945), deutscher Organist und Kirchenmusiker
- Francesco Friedrich (* 1990), deutscher Bobfahrer
- Frank-Michael Friedrich, deutscher Judoka
- Franz Friedrich (Maler) (1907–1973), deutscher Kunstmaler und Graphiker
- Franz Friedrich (Schauspieler) (1940–2018), österreichischer Schauspieler
- Franz Friedrich (Schriftsteller) (* 1983), deutscher Schriftsteller
- Franz Albert von Friedrich (1775–1843), badischer Diplomat, Gesandter und Autor
- Friedrich Friedrich (1828–1890), deutscher Schriftsteller und Journalist, siehe Hermann Friedrich Friedrich
- Fritz Friedrich (Pädagoge) (1875–1952), deutscher Pädagoge
- Fritz Friedrich (Schauspieler) (eigentlich Fritz Eduard Jonas; 1907–1989), deutscher Schauspieler
- Fritz Friedrich (Politiker) (1922–1981), deutscher Politiker (CDU), MdA Berlin

### G
- Georg von Friedrich (1831–1908), österreichischer Generalmajor
- Georg Friedrich (Mediziner) (1900–??), deutscher Neuropathologe
- Georg Friedrich (* 1966), österreichischer Schauspieler
- Gerd Friedrich (* 1928), deutscher Wirtschaftswissenschaftler und Hochschullehrer in der DDR
- Gerhard Friedrich (Theologe) (1908–1986), deutscher Theologe
- Gerhard Friedrich (Biologe) (1910–2003), deutscher Pflanzenphysiologe, Pomologe und Agrarwissenschaftler
- Gerhard Friedrich (Politiker, I) deutscher Politiker, MdL Danzig
- Gerhard Friedrich (Schauspieler) (1929–2020), deutscher Schauspieler
- Gerhard Friedrich (Politiker, 1948) (* 1948), deutscher Politiker (CSU), MdB
- Gerhard Friedrich (Designer) (* 1952), deutscher Designer
- Gerhard Friedrich (Mediziner) (* 1953), österreichischer HNO-Arzt und Hochschullehrer
- Gero Friedrich (1900–1946), deutscher Jurist und Politiker
- Götz Friedrich (1930–2000), deutscher Regisseur
- Götz Planer-Friedrich (* 1939), deutscher evangelischer Pfarrer und Chefredakteur
- Gunda Friedrich (* 1920), deutsche Leichtathletin
- Günter Friedrich (1925–2014), deutscher Politiker (CDU)
- Günther Friedrich (Mineraloge) (1929–2014), deutscher Mineraloge
- Günther Friedrich (Maler) (1930–1986), deutscher Maler, Zeichner und Grafiker
- Günther Friedrich (Limnologe) (* 1936), deutscher Biologe und Limnologe
- Gunter Friedrich (* 1938), deutscher Filmregisseur
- Gustav Friedrich (Politiker, I) (Karl Gustav Friedrich), deutscher Politiker, MdL Sachsen-Altenburg
- Gustav Friedrich (Historiker) (1871–1943), tschechischer Historiker
- Gustav Friedrich (Politiker, 1914) (1914–1980), deutscher Politiker (CDU), MdL Nordrhein-Westfalen
- Gustav Adolf Friedrich (1824–1889), deutscher Maler, siehe Adolf Friedrich (Maler)

### H
- Hannes Friedrich (* 1940), deutscher Medizinsoziologe
- Hanno Friedrich (* 1966), deutscher Schauspieler
- Hanns Friedrich (Lehrer) (1870–??), deutscher Lehrer und Lyriker
- Hanns Friedrich (Journalist) (* 1947), deutscher Journalist und Fotograf
- Hans Friedrich (Widerstandskämpfer) († 1933), deutscher Widerstandskämpfer
- Hans Friedrich (Politiker, 1886) (1886–1954), deutscher Politiker (NSDAP)
- Hans Friedrich (Maler, 1887) (1887–1967), deutscher Maler und Illustrator
- Hans Friedrich (Politiker, 1909) (1909–1982), deutscher Politiker (SPD)
- Hans Friedrich (Turner), deutscher Turner
- Hans Friedrich (Politiker, 1917) (1917–1998), deutscher Politiker (FDP)
- Hans Friedrich (Schauspieler), deutscher Schauspieler
- Hans Friedrich (Maler, 1939) (* 1939), deutscher Maler und Grafiker
- Hans Friedrich-Freksa (1906–1973), deutscher Virologe
- Hans Christian Friedrich (1925–1992), deutscher Botaniker
- Hans Eberhard Friedrich (1907–1980), deutscher Schriftsteller, Journalist und Übersetzer
- Hans-Edwin Friedrich (* 1959), deutscher Literaturwissenschaftler
- Hans Joachim Friedrich (1921–2012), deutscher Journalist
- Hans Karl Friedrich (1904–1985), deutscher Schauspieler, Regisseur und Theaterintendant
- Hans-Peter Friedrich (* 1957), deutscher Politiker (CSU)

- Hans-Wolf Friedrich (1942–2015), deutscher Jurist und Richter am Bundesarbeitsgericht
- Harald Friedrich (Maler) (1858–1933), deutscher Maler
- Harald Friedrich (Industrieller) (1907–1979), Gründer der Alzmetall-Werkzeugmaschinenfabrik und Gießerei in Altenmarkt an der Alz
- Harald Friedrich (Physiker) (1947–2017), deutscher Physiker
- Harald Friedrich (Biochemiker) (* 1952), deutscher Biochemiker, Ministeriums-Abteilungsleiter
- Heidi Friedrich (* 1970), deutsche Journalistin und Autorin
- Heike Apitzsch-Friedrich (* 1970), deutsche Schwimmerin
- Heike Friedrich (Synchronschwimmerin) (* 1966), deutsche Synchronschwimmerin
- Heike Friedrich (Rollstuhlbasketballspielerin) (* 1976), deutsche Rollstuhlbasketballspielerin
- Heimo Friedrich (1911–1987), österreichischer Botaniker
- Heiner Friedrich (* 1938), deutscher Kunsthändler, Galerist und Museumsgründer
- Heinrich Friedrich (Mediziner) (1893–1944), deutscher Chirurg
- Heinrich Friedrich (Politiker) (1907–1985), deutscher Unternehmer und Politiker (NSDAP), Oberbürgermeister von Lahr
- Heinrich Wilhelm Friedrich († 1758), deutscher Drucker
- Heinz Friedrich (Journalist) (1914–1977), deutscher Journalist
- Heinz Friedrich (Verleger) (1922–2004), deutscher Verleger, Journalist und Autor
- Heinz Friedrich (Maler) (1924–2018), deutscher Maler und Holzschneider
- Herbert Friedrich (* 1926), deutscher Schriftsteller
- Hermann Friedrich (Politiker, 1885) (1885–1944), deutscher Politiker (KPD) und Widerstandskämpfer
- Hermann Friedrich (Politiker, 1891) (1891–1945), deutscher Politiker (SPD, KPD, NSDAP), Abgeordneter im Kommunallandtag der Hohenzollernschen Lande und Opfer des Nationalsozialismus
- Hermann Friedrich (Biologe) (1906–1997), deutscher Biologe
- Hermann Friedrich (Imker) (* 1939), deutscher Imker und Kältetechniker
- Hermann Friedrich Friedrich (1828–1890), deutscher Schriftsteller
- Holger Friedrich (Politiker) (* 1956), deutscher Politiker (SPD)
- Holger Friedrich (Unternehmer) (* 1966), deutscher Unternehmer
- Horst Friedrich (Schauspieler) (1911–1975), deutscher Schauspieler
- Horst Friedrich (Philosoph, 1931) (1931–2015), deutscher Wissenschaftsphilosoph und Chronologiekritiker
- Horst Friedrich (Aphoristiker) (* 1932), deutscher Philosoph und Aphoristiker
- Horst Friedrich (Philosoph, 1935) (* 1935), deutscher Philosoph und Hochschullehrer
- Horst Friedrich (Politiker) (* 1950), deutscher Politiker (FDP)
- Horst Friedrich (Musiker), deutscher Musiker und Komponist
- Hugo Friedrich (1904–1978), deutscher Romanist

### I
- Inge Friedrich (1941–2022), deutsche Verwaltungsjuristin
- Ingo Friedrich (* 1942), deutscher Politiker (CSU)
- Inka Friedrich (* 1965), deutsche Schauspielerin
- Iris Löw-Friedrich (* 1960), deutsche Ärztin, Hochschullehrerin und Managerin
- István Friedrich (1883–1951), ungarischer Fußballspieler, Politiker und Fabrikant

### J
- Jakob Friedrich (1861–1914); Abgeordneter der 2. Kammer der Landstände des Großherzogtums Hessen
- Jasper André Friedrich (* 1965), deutscher Medienwissenschaftler und Journalist
- Jenny Friedrich-Freksa (* 1974), deutsche Journalistin und Autorin
- Jens Friedrich (Politiker) (* 1943), deutscher Politiker (CDU), MdA Berlin
- Jens Friedrich (Rennrodler), deutscher Rennrodler
- Jesko Friedrich (* 1974), deutscher Schauspieler, Redakteur und Autor
- Joachim Friedrich (Autor) (* 1953), deutscher Schriftsteller
- Johann Friedrich (Kaufmann) (1589–1650), deutscher Kaufmann
- Johann Friedrich (Ingenieur) (1872–1951), deutscher Ingenieur und Reichsbahndirektor
- Johann Christian Wilhelm Friedrich (1831–1896), deutscher evangelisch-lutherischer Pfarrer und Autor
- Johanna Friedrich (* 1995), deutsche Schwimmerin
- Johannes Friedrich (* 1948), deutscher evangelischer Bischof und Theologe
- Johannes Friedrich (1563–1629), deutscher Historiker, Philologe und Pädagoge, siehe Johann Friderich
- Johannes Friedrich (Altkatholik) (1836–1917), deutscher katholischer (später altkatholischer) Theologe
- Johannes Friedrich (Altorientalist) (1893–1972), deutscher Altorientalist
- Johannes Friedrich (Fußballspieler) (* 1925), deutscher Fußballspieler
- Johannes Friedrich (Manager) (* 1965), deutscher Finanzmanager
- Jonas Friedrich (* 1980), deutscher Sportmoderator
- Jörg Friedrich (Schauspieler) (* 1939), deutscher Schauspieler und Regisseur
- Jörg Friedrich (* 1944), deutscher Historiker
- Jörg Friedrich (Architekt) (* 1951), deutscher Architekt
- Jörg Friedrich (Ruderer) (* 1959), deutscher Ruderer
- Jörg Phil Friedrich (* 1965), deutscher Philosoph und Unternehmer
- Josef Friedrich (Forstwirt) (1845–1908), Direktor der K.K. Forstlichen Versuchsanstalt Mariabrunn
- Josef Friedrich (Künstler) (1875–1929), österreichisch-tschechischer Maler, Zeichner und Illustrator
- Josef Friedrich (Heimatforscher) (* 1933), deutscher Heimatforscher
- Jürgen Friedrich (Unternehmer) (* 1938), deutscher Unternehmer
- Jürgen Friedrich (Informatiker) (1942–2018), deutscher Informatiker
- Jürgen Friedrich (Fußballspieler) (* 1943), deutscher Fußballspieler und -funktionär
- Jürgen Friedrich (Theologe) (* 1944), deutscher Theologe und Pfarrer
- Jürgen Friedrich (Pianist) (* 1970), deutscher Jazz-Pianist
- Julia Friedrich (* vor 1985), deutsche Kunsthistorikerin und Museumskuratorin
- Julian Friedrich (* 1976), deutscher Schauspieler
- Julius Friedrich (1883–1977), deutscher Politiker

### K
- Karin Friedrich (Journalistin) (1925–2015), deutsche Journalistin und Autorin
- Karin Friedrich (Historikerin) (* 1963), deutsche Historikerin
- Karl Friedrich (Politiker, 1867), tschechoslowakischer Politiker (DNP)
- Karl Friedrich (Politiker, 1886) (1886–1969), deutscher Verwaltungsbeamter und Politiker (SPD)
- Karl Friedrich (Politiker, 1897) (1897–1945), deutscher Politiker (NSDAP)
- Karl Friedrich (Maler) (1898–1989), deutscher Maler, Grafiker und Kunstgewerbelehrer
- Karl Friedrich (Dirigent) (1899–1978), Dirigent
- Karl Friedrich (Politiker, III), deutscher Politiker (LDP), MdL Sachsen-Anhalt
- Karl Friedrich (Sänger) (1905–1981), österreichischer Sänger (Tenor)
- Karl Friedrich (Musiker) (1920–2013), deutscher Violinist, Komponist und Zeichner
- Karl Friedrich (Ökonom) (1922–2005), deutscher Werkstoffwissenschaftler, Ökonom und Hochschullehrer, Direktor des Industrie-Instituts an der TU Dresden
- Karl Friedrich (Schauspieler) (1929–2021), österreichischer Schauspieler und Theaterregisseur
- Karl Alfred Friedrich (1868–1952), deutscher Landrat und Politiker, Bürgermeister von St. Wendel
- Karl Fritz Friedrich (1921–1959), deutscher Maler und Grafiker
- Karl-Heinz Friedrich (1924–2013), deutscher Zahntechniker und Bildhauer
- Karlheinz Friedrich (* 1934), deutscher Turner
- Karl Hermann Friedrich (1918–1993), deutscher General
- Karl Josef Friedrich (1888–1965), deutscher Pfarrer und Schriftsteller
- Kathleen Friedrich (* 1977), deutsche Leichtathletin
- Kathrin Friedrich, deutsche Medienwissenschaftlerin
- Klaus Friedrich (Richter) (1921–2005), deutscher Jurist und Richter
- Klaus Friedrich (Ökonom) (* 1938), deutsch-amerikanischer Ökonom
- Klaus Friedrich (Werkstoffwissenschaftler) (1945–2021), deutscher Werkstoffwissenschaftler
- Klaus Friedrich (Geograph) (* 1945), deutscher Geograph, Sozialgeograph und Hochschullehrer
- Klaus Friedrich (Politiker) (* 1960), deutscher Politiker
- Klaus Dieter Friedrich (1930–2003), deutscher Politiker (CDU), Bezirksbürgermeister von Berlin-Steglitz
- Konrad Friedrich (1871–1944), deutscher Mathematiker und Geodät
- Kurt Friedrich (Fussballspieler), Schweizer Fußballspieler
- Kurt Friedrich (Rennfahrer) (1901–1995), deutscher Motorradrennfahrer
- Kurt Friedrich (Jurist) (1902–1943), deutscher Jurist, Referent für die Angelegenheiten des Referendarlagers „Hanns Kerrl“ in Jüterbog
- Kurt Friedrich (Volkswirt) (1903–1944), deutscher Volkswirt und Widerstandskämpfer

### L
- Lars Friedrich (* 1985), deutscher Handballspieler
- Lea Sophie Friedrich (* 2000), deutsche Radsportlerin
- Leo Friedrich (1842–1908), österreichischer Schauspieler
- Leonhard Friedrich (Politiker) (auch Leonhard Friederich; 1788–1862), deutscher Theologe und Politiker, MdL Bayern
- Leonhard Friedrich (Architekt) (1852–1918), Schweizer Architekt
- Leonhard Friedrich (Kunsthistoriker) (1857–1929), deutscher Lehrer, Philologe und Kunsthistoriker
- Leonhard Friedrich (Erziehungswissenschaftler) (* 1930), deutscher Erziehungswissenschaftler
- Leopold Friedrich (Gewichtheber) (1898–1962), österreichischer Gewichtheber
- Lilo Friedrich (* 1949), deutsche Politikerin (SPD)
- Lore Friedrich-Gronau (1905–2002), deutsche Bildhauerin und Illustratorin
- Lothar Friedrich (1930–2015), deutscher Radrennfahrer
- Lutz Friedrich (Leichtathlet) (* 1957), deutscher Leichtathlet
- Ludwig Friedrich (Maler) (1827–1916), deutscher Maler und Kupferstecher
- Ludwig Friedrich (Schauspieler) (auch Lutz Friedrich; 1908–1971), deutscher Schauspieler

### M
- Malte Friedrich (* 1969), deutscher Schauspieler
- Manfred Friedrich (1933–2005), deutscher Politikwissenschaftler
- Manuel Friedrich (* 1979), deutscher Fußballspieler
- Marc Friedrich (* 1975), deutscher Sachbuchautor
- Margit Bruck-Friedrich, österreichische Diplomatin und Juristin
- Margret Friedrich (* 1954), deutsche Historikerin und Hochschullehrerin
- Maria Friedrich (1922–2012), deutsche Verlegerin
- Maria Clara Friedrich (1894–1969), Schweizer Malerin, Reliefkünstlerin und Kunstsammlerin
- Mariah K. Friedrich (* 1974), US-amerikanisch-österreichische Schauspielerin
- Marie-Christine Friedrich (* 1979), österreichische Schauspielerin
- Marko Friedrich (* 1991), deutscher Eishockeyspieler
- Markus Friedrich (Verkehrswissenschaftler) (* 1963), deutscher Verkehrswissenschaftler
- Markus Friedrich (Historiker) (* 1974), deutscher Historiker
- Markus Friedrich (Schriftsteller), deutscher Reiseschriftsteller und Bildjournalist
- Martin Friedrich (* 1957), deutscher evangelischer Theologe, Studiensekretär der Gemeinschaft Evangelischer Kirchen in Europa
- Marvin Friedrich (* 1995), deutscher Fußballspieler
- Matthias Friedrich (* 1960), deutscher Schauspieler
- Matthias Friedrich (Übersetzer) (* 1992), deutscher Lyriker, Übersetzer und Literaturkritiker
- Max Friedrich (* 1945), österreichischer Psychiater
- Max Friedrich (Fußballspieler), deutscher Fußballspieler der 1900er Jahre
- Maximilian Friedrich (* 1987), deutscher Kommunalpolitiker
- Maximilian Anton Friedrich, deutscher Landrat
- Melissa Friedrich (* 1997), deutsche Fußballspielerin
- Michael Friedrich (Politiker) (Bernd-Michael Friedrich; * 1951), deutscher Politiker (Die Linke)
- Michael Friedrich (Sinologe) (* 1955), deutscher Sinologe
- Michael Friedrich (Mediziner) (* 1966), deutscher Gynäkologe
- Michael W. Friedrich (* 1964), deutscher Biologe und Hochschullehrer

### N
- Nadine Friedrich (* 1984), österreichische Fernsehmoderatorin
- Natalie Friedrich, deutsche Fußballtorhüterin
- Nikolaus Friedrich (Bildhauer) (1865–1914), deutscher Bildhauer (im Kunstmarkt oft auch Nicolaus Friedrich geschrieben)
- Nikolaus Friedrich (Musiker) (* 1956), deutscher Klarinettist
- Niobe Friedrich (* 1964), deutsche Fußballtorhüterin
- Norbert Friedrich (* 1962), deutscher Historiker

### O
- Orsolya Friedrich (* 1977), ungarische Philosophin
- Oskar Friedrich (1832–1915), deutscher Pädagoge und Autor
- Oskar Friedrich (Metallurg) (1879–1932), deutscher Hütteningenieur und Metallurg
- Oswald Friedrich (1863–1935), deutscher Politiker (DNVP) und Mitglied des Sächsischen Landtages
- Otto Friedrich (Maler) (1862–1937), österreichischer Maler
- Otto Friedrich (Politiker) (1869–1955), deutscher Journalist und Politiker
- Otto Friedrich (Verleger) (1872–1944), deutscher Buchhändler und Verleger
- Otto Friedrich (Jurist) (1883–1978), deutscher Oberkirchenrat und Kirchenrechtler
- Otto Friedrich (Historiker) (1929–1995), amerikanischer Historiker, Journalist und Autor
- Otto Friedrich (Radsportfunktionär) (1940–2008), deutscher Radsportfunktionär
- Otto A. Friedrich (1902–1975), deutscher Unternehmer
- Otto Karl Friedrich (1902–1978), deutscher Schriftsteller, siehe Karl Otto (Schriftsteller)

### P
- Paul Friedrich (Geologe) (1856–1918), deutscher Lehrer und Geologe
- Paul Friedrich (Schriftsteller) (1877–1947), Schriftsteller, Literaturhistoriker
- Paul Friedrich, Pseudonym von Fritz Oeser (1911–1982), deutscher Musikwissenschaftler
- Paul Friedrich (Anthropologe) (1927–2016), US-amerikanischer Anthropologe und Linguist
- Paul Leopold Friedrich (1864–1916), deutscher Chirurg und Hochschullehrer
- Peter Friedrich (Architekt) (1902–1987), deutscher Architekt und Mathematiker
- Peter Friedrich (Politiker, 1942) (1942–2021), deutscher Politiker (SPD), MdL Thüringen
- Peter Friedrich (Literaturwissenschaftler) (* 1955), deutscher Literaturwissenschaftler
- Peter Friedrich (Übersetzer) (* 1956), deutscher Übersetzer
- Peter Friedrich (Politiker, 1972) (* 1972), ehem. deutscher Politiker (SPD, Minister in Baden-Württemberg, 2011–2016)
- Peter Joachim Friedrich (* 1938), deutscher Ökonom
- Petra Friedrich (* 1973), österreichische Schauspielerin

### R
- Raimund Friedrich (* 1947), deutscher Maler und Zeichner
- Ralf Friedrich (Politiker) (* 1940), deutscher Politiker und Hochschullehrer
- Ralf Friedrich (Terrorist) (* 1946), ehemaliger deutscher Terrorist
- Rasmus Friedrich (* 1997), deutscher Schauspieler
- Reinhard Friedrich (Fotograf) (1928–2014), deutscher Fotograf
- Reinhard Friedrich (Schauspieler) (1957–2016), deutscher Theater- und Filmschauspieler
- Reinhard Friedrich (Archäologe) (* 1959), deutscher Archäologe
- Reinhold Friedrich (* 1951), deutscher Orgelbauer, siehe Riegner & Friedrich
- Reinhold Friedrich (* 1958), deutscher Trompeter und Hochschullehrer
- Ricardo Friedrich (Ricardo Henrique Schuck Friedrich; * 1993), brasilianischer Fußballspieler
- Richard Friedrich (Leichtathlet) (1981–2022) deutscher Langstreckenläufer
- Richard Franz Friedrich (1848–1916), deutscher Werksbaumeister
- Rob Friedrich (* 1961), US-amerikanischer Basketballtrainer
- Robert Friedrich (Politiker) (1901–1986), deutscher Politiker (NSDAP)
- Robert Friedrich (Rennfahrer) (* 2002), tschechischer Endurosportler
- Robin Friedrich (* 2003), deutscher Fußballspieler
- Roland Friedrich (1942–2022), deutscher Virologe und Hochschullehrer
- Rose Friedrich (1877–1953), deutsche Malerin und Grafikerin
- Roy Friedrich (* 1988), deutscher Volleyballspieler
- Rudolf Friedrich (Architekt) (1853–1927), Schweizer Architekt
- Rudolf Friedrich (Generalleutnant) (1889–1945), deutscher Generalleutnant
- Rudolf Friedrich (Brigadegeneral), deutscher Brigadegeneral
- Rudolf Friedrich (Politiker, 1923) (1923–2013), Schweizer Politiker (FDP)
- Rudolf Friedrich (Politiker, 1936) (* 1936), deutscher Politiker (CDU)
- Rudolf Friedrich (Physiker) (1956–2012), deutscher Physiker und Hochschullehrer
- Ruth Andreas-Friedrich (1901–1977), deutsche Widerstandskämpferin und Schriftstellerin

### S
- Sabine Friedrich (* 1958), deutsche Autorin
- Sarah Friedrich (* 1989), deutsche Mathematikerin, Statistikerin und Hochschullehrerin
- Sebastian Friedrich (* 1985), deutscher Soziologe und Publizist
- Sofie Friedrich (1754–nach 1783), deutsche Theaterschauspielerin, siehe Sofie Huber
- Sonya Friedrich (* 1960), Schweizer Künstlerin
- Su Friedrich (* 1954), US-amerikanische Avantgarde-Filmerin
- Susanne Kramer-Friedrich (1935–2021), Schweizer Studienleiterin und Publizistin
- Sven Friedrich (* 1974), Sänger der Band Zeraphine
- Sven Friedrich (Theaterwissenschaftler) (* 1963), deutscher Theaterwissenschaftler, Leiter des Richard-Wagner-Museums, Bayreuth

### T
- Tadeusz Friedrich (1903–1976), polnischer Fechter
- Theo Friedrich (* 1927), deutscher Garten- und Landschaftsarchitekt
- Theodor Friedrich (1829–1891), deutscher Architekt und Baubeamter
- Theodor Friedrich (Philologe) (1879–1947), deutscher Philologe, Pädagoge und Publizist
- Theodor Heinrich Friedrich (1776–1819), deutscher Schriftsteller
- Thomas Friedrich (Altorientalist) (1855–1927), österreichischer Altorientalist
- Thomas Friedrich (Publizist) (1948–2011), deutscher Publizist
- Thomas Friedrich (Mathematiker) (1949–2018), deutscher Mathematiker
- Thomas Friedrich (Philosoph) (* 1959), deutscher Philosoph und Designtheoretiker
- Thomas Bauer-Friedrich (* 1976), deutscher Kunsthistoriker
- Timo Friedrich (* 1998), österreichischer Fußballspieler
- Torsten Friedrich (* 1971), deutscher Handballtorhüter

### U
- Udo Friedrich (* 1956), deutscher Germanist und Mediävist
- Ursula Friedrich (Politikerin) (1923–1978), deutsche Politikerin (DDR-CDU) und Redakteurin
- Ursula Friedrich, Ehename von Ursula Paulsen (* 1935), deutsche Tischtennisspielerin

### V
- Verena Friedrich (Kunsthistorikerin) (* 1958), deutsche Kunsthistorikerin
- Verena Friedrich (Künstlerin) (* 1970), deutsche Installationskünstlerin
- Volker Friedrich (Publizist) (* 1961), deutscher Publizist
- Volker Friedrich (Schwimmer) (* 1963), deutscher Schwimmer und Unternehmer

### W
- Walter Friedrich (Fußballspieler), deutscher Fußballspieler
- Walter Friedrich (Biophysiker) (1883–1968), deutscher Biophysiker
- Walter Friedrich (Psychologe) (1929–2015), deutscher Psychologe und Pädagoge
- Walther Friedrich (1904–1993), deutscher Jurist und Ministerialbeamter
- Werner Friedrich (1886–1966), deutscher Verwaltungsjurist
- Wilfried Friedrich (1905–?), deutscher Chorleiter
- Wilhelm Friedrich (Verleger, 1805) (1805–1857), deutscher Buchhändler, Drucker und Verleger
- Wilhelm Friedrich (Verleger) (1851–1925), deutscher Verleger
- Wilhelm Friedrich (Schriftsteller) (1863–1928), deutscher Mundartschriftsteller
- Wilhelm Friedrich (Pädagoge) (1881–1958), deutscher Pädagoge und Hochschullehrer, Leiter der Pädagogischen Akademie Elbing
- Wilhelm Friedrich (Verwaltungsjurist) (1887–1945), deutscher Landrat
- Wilhelm Friedrich (Polizeirat) (1904–1962), deutscher Gestapobeamter
- Wilhelm Friedrich (Fußballspieler), österreichischer Fußballspieler
- Wilhelm Richard Friedrich (1816–1898), deutscher Richter
- Woldemar Friedrich (1846–1910), deutscher Maler und Illustrator
- Wolf Friedrich (Wolfgang Friedrich; 1908–1952), deutscher Journalist
- Wolf-Hartmut Friedrich (1907–2000), deutscher Klassischer Philologe
- Wolf Matthias Friedrich (* 1957), deutscher Sänger
- Wolfgang Friedrich (Politiker), deutscher Gewerkschafter und Politiker, MdV
- Wolfgang Friedrich (Bildhauer) (* 1947), deutscher Bildhauer und Medailleur
- Wolfgang Friedrich (Journalist), deutscher Journalist und Moderator
- Wolfgang Klaus Maria Friedrich (* 1957), deutscher Maler und Fotograf
- Wolfgang-Uwe Friedrich (1952–2023), deutscher Politikwissenschaftler

### Z
- Zalman Friedrich (1911–1943), polnischer Widerstandskämpfer